# Eulohmannia ribagai
Eulohmannia ribagai är en kvalsterart som först beskrevs av Berlese 1910.  Eulohmannia ribagai ingår i släktet Eulohmannia och familjen Eulohmanniidae. Arten är reproducerande i Sverige. Inga underarter finns listade i Catalogue of Life.